# Остриц
Остриц (нем. Ostritz) — город в Германии, в земле Саксония. Подчинён административному округу Дрезден. Входит в состав района Гёрлиц. Подчиняется управлению Оппах-Байерсдорф. Население составляет 2552 человека (на 31 декабря 2010 года). Занимает площадь 23,39 км². Официальный код — 14 2 86 340.
Город лежит на западном берегу реки Найсе, а вокзал — на правом. После Второй мировой войны новая восточная граница Германии проходила по Нейсе и город лишился вокзала. Только в 1948 году пассажиры могли использовать расположенный теперь в Польше вокзал для посадки в поезда линии Гёрлиц — Циттау. Это тщательно контролировалось польскими военными, чтобы было невозможно отклониться от предписанного маршрута или платформ.